# 狂った果実 (小説)
『狂った果実』（くるったかじつ）は、石原慎太郎の短編小説。1956年（昭和31年）、文芸雑誌『オール讀物』7月号に掲載。単行本は同年7月10日に新潮社より刊行された。同名のタイトルの映画作品も同年7月12日に公開された。

## 作品成立
夏久・春次兄弟のキャラクター設定はフョードル・ドストエフスキーの小説『白痴』に登場する、レフ・ニコラエヴィチ・ムイシュキン公爵とパルフョン・セミョーノヴィチ・ロゴージンのそれから取った。本作に登場するシーンも『あちこちの作品から拝借』していた（そのため、映画の撮影時に石原裕次郎が「ここはあの作品の○○のシーンだな」などと撮影現場で度々口にしていたという）。
執筆は葉山町にある旅館の離れで行い、原稿用紙100枚の小説を「たったの8時間」ほどで仕上げた即席短編小説である。兄がスポーツマンで女性にもてて、弟が内向的で女性にもてない文学青年という設定は、実際の石原兄弟を逆転させたものである。

## あらすじ
夏の逗子海岸で、大学生と高校生の兄弟二人が、ヨットやボートで遊んでいる。兄の夏久は、太陽族と呼ばれ、享楽的で不良っぽい。反して弟の春次は、かたくて純真なタイプで、女性にもうぶである。あるとき、二人は恵梨という美女と海で知り合う。春次は彼女に惹かれ、真剣な思いで次第につきあうようになる。ところが別の日に横浜のクラブで恵梨を見かけた兄の夏久は、彼女に夫がいたことを知る。春次との浮気を正当化する恵梨だが、夏久は弟に言わない代わりに自分と浮気するように迫り、強引に抱きしめ関係を持ってしまう。恵梨は春次に心はあるものの、夏久の魅力、肉体にも惹かれていく。あるとき夏久は、弟を出し抜いて恵梨をヨットで海に連れ出し、弟も夫も捨てて俺についてくるようにと迫る。平沢から恵梨と夏久に関する総ての出来事をぶちまけられた春次は、憑かれたようにモーターボートで二人の後を追った。早朝の海の上、春次は夏久と恵梨の乗ったヨットの周囲を乗り廻しながら、無表情に二人を眺めていた。夏久は耐えられなくなり思わず「止めろ、恵梨はお前の物だ」と叫ぶなり彼女を弟めがけて突きとばした。その瞬間、舳先を向け直した春次のモーターボートは恵梨の背中を引き裂き、夏久を海中に叩き落してヨットを飛び越えた。白いセールに二人の血しぶきを残したヨットを残して、モーターボートは夏の太陽の下、海の彼方へと疾走して行った。

## 映画
1956年、日活により映画化・公開（太陽族映画）された。石原慎太郎が同名の原作小説を書き始める段階で日活から「映画化したい」という話があり、慎太郎が弟・石原裕次郎の主演を条件に承諾したという。慎太郎自身が脚本も手がけている。
当初、日活側は裕次郎を弟の春次役に起用し、兄の夏久には三國連太郎を起用しようとしたが、「役回りが年齢的に自分に合わない」という理由で三國が辞退したため、慎太郎はある結婚式でたまたま見かけた1人の少年のことを思い出した。それが津川雅彦であり、最後には「彼でなければ駄目だ」という慎太郎の強力な推薦により春次役での出演が決定、裕次郎は夏久役に回った。ちなみに、津川の芸名もこの作品に出演した時に慎太郎が自らの小説『太陽の季節』のメインキャラクター「津川竜哉」から命名した（いずれのエピソードも慎太郎の小説『弟』に詳細が書かれている）。
石原裕次郎の実質的なデビュー作品である。後に結婚に至る北原三枝（=石原まき子）との初共演もこの作品であった。
現代音楽作曲家、武満徹が初めて映画音楽を担当した映画である。

### 公開後エピソード
評論家、四方田犬彦はこの映画が、日本の事情を知らないフランソワ・トリュフォーから評価されたことを指摘している。
石原慎太郎がパチンコ業界に対して「パチンコやめちまえ」と暴言を吐いた際、パチンコ業界は「狂った果実」と石原を批判した。本作出演時の裕次郎のギャランティの金額がクイズ番組の問題で出されたことがあり、「2万円」であったという。なお、『海浜の情熱』というタイトルで海外でも上映されている。
石原裕次郎は、翌年公開された『嵐を呼ぶ男』で銀幕のスターの地位を確立した。これによって日活映画は生真面目な文芸映画や純愛ものの作品からアクションに路線が変わっていく。また、松竹などの優男や女性のメロドラマなどが急速に人気を失い、映画界の様相が変化したと言われている。

### キャスト

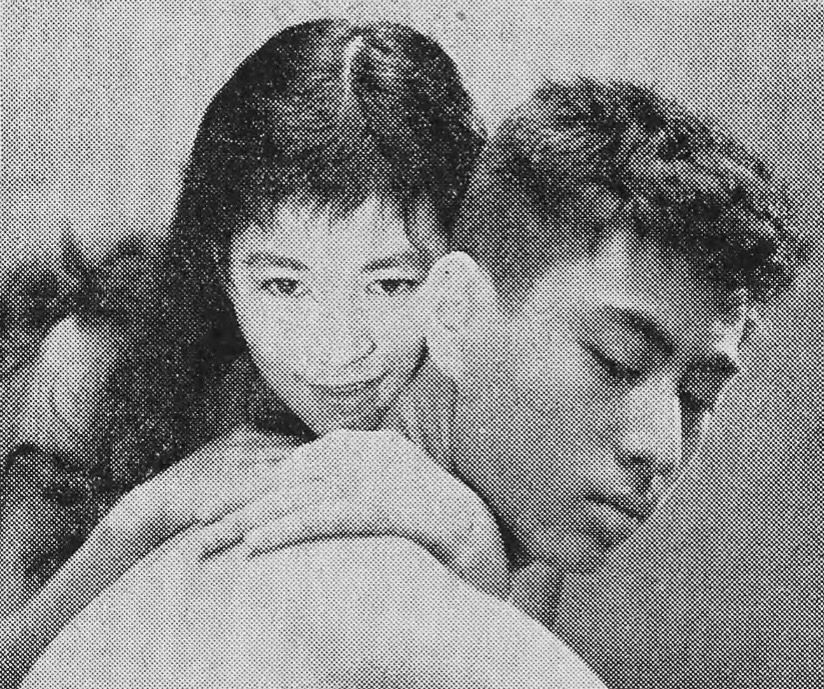
北原三枝、津川雅彦

- 天草恵梨：北原三枝
- 滝島夏久：石原裕次郎
- 滝島春次：津川雅彦
- 道子：東谷暎子
- 母親：藤代鮎子
- 父親：深見泰三
- 平沢フランク：岡田眞澄
- 相田：木浦昭芳
- 手塚：島崎喜美男
- 島：加茂喜久
- 恵梨の夫：ハロルド・コンウェイ
- ボート・マスター：近藤宏
- 漁師：山田禅二
- 鎌倉の家の婆や：紅沢葉子
- 鎌倉の貸屋の女：竹内洋子
- 恵梨の仲間の女：渡規子
- 立話しの女A：原恵子
- 立話しの女B：潮けい子
- 漁師：峰三平
- 石原：長門裕之（特別出演）
- 長門：石原慎太郎（特別出演）
- 恵梨の友人の夫：ピエール・モン

### スタッフ
- 脚本：石原慎太郎
- 監督：中平康
- プロデュース：水の江滝子
- 音楽：佐藤勝、武満徹
- チーフ助監督：蔵原惟繕
- スチル：斎藤耕一

## テレビドラマ
2002年9月9日、TBSの単発スペシャルドラマにて『狂った果実2002』として放送された。舞台設定を現代に変更している。

### キャスト
- 河野春次：小泉孝太郎
- 天草恵梨：奥菜恵
- 河野夏久：北村一輝
- 川村美帆：橘実里
- 橋蔵真澄：植松真美
- 沢木康人：近藤公園
- 福島和幸：上地雄輔
- 中野雅文：仁科克基
- 山田宗紀：一條俊
- 栗山道子：浅見れいな
- 竹内圭子：一戸奈未
- 小田佳江：尾道凛
- 平沢和樹：加藤茶
- 河野雪恵：松原智恵子
- 河野俊輔：津川雅彦 - 映画版にも出演。
- 柳ユーレイほか

### スタッフ
- 製作：TBS、Gカンパニー
- プロデュース：見留多佳城
- 脚本：石原武龍、一木晃
- 監督：井坂聡
- 技斗：岡田勝
- マリンアクション：三石千尋
- 技術協力：ビデオフォーカス